# HD 23514
HD 23514 är en dubbelstjärna belägen i den mellersta delen av stjärnbilden Oxen och ingår i Plejaderna. Den har en skenbar magnitud av ca 9,43 och kräver ett teleskop för att kunna observeras. Baserat på parallaxmätning  på ca 7,21 mas, beräknas den befinna sig på ett avstånd på ca 452 ljusår (139 parsek) från solen. Den rör sig bort från solen med en heliocentrisk radialhastighet på ca 5,5 km/s.

## Egenskaper
Primärstjärnan HD 23514 A är en gul till vit stjärna i huvudserien av spektralklass F5 V. Den har en massa som är lika med ca 1,35 solmassa, en radie som är ca 1,39 solradie och utsänder energi från dess fotosfär motsvarande ca 2,7 gånger solen vid en effektiv temperatur av ca 6 300 K. Stjärnan har heta stoftpartiklar i en omgivande skiva. Dessa material, annars kända som planetesimaler, är tecken på möjlig planetbildning. Stoftskivan visar tecken på att vara rik på kiseldioxid.
Följeslagaren HD 23514 B är en brun dvärgstjärna, som har en massa som är lika med ca 0,06 solmassa och en effektiv temperatur av ca 2 600 K. Den är separerade med cirka 360 AE från primärstjärnan. Spektra för HD 23154 B har visat sig ha egenskaper som är typiska för sena dvärgar av spektraltyp M, som FeH-absorption, starka CO-band och Na I-absorption, och en nära-infraröd spektraltyp av M8 ± 1 har föreslagits.